# Elatostema penibukanense
Elatostema penibukanense är en nässelväxtart som beskrevs av L. S. Gibbs. Elatostema penibukanense ingår i släktet Elatostema och familjen nässelväxter. Inga underarter finns listade i Catalogue of Life.